# Conversations avec la bête
 (décembre 2023).
Si vous disposez d'ouvrages ou d'articles de référence ou si vous connaissez des sites web de qualité traitant du thème abordé ici, merci de compléter l'article en donnant les références utiles à sa vérifiabilité et en les liant à la section « Notes et références ».
Pour plus de détails, voir Fiche technique et Distribution.
Conversations avec la bête (Gespräch mit dem Biest) est un film allemand réalisé par Armin Mueller-Stahl en 1996. 
Pour ses débuts en tant que réalisateur, Mueller-Stahl a choisi une farce sur Hitler. Le film parle d'un chercheur américain (joué par Bob Balaban), qui interviewe un homme de 103 ans prétendant être Hitler.
Le film a été présenté dans plus de vingt festivals de cinéma dans le monde entier, mais n'a pas été distribué en vidéo.

## Fiche technique
- Titre : Conversations avec la bête
- Titre original : Gespräch mit dem Biest
- Réalisation : Armin Mueller-Stahl
- Scénario : Tom Abrams et Armin Mueller-Stahl
- Musique : Klaus-Peter Beyer
- Photographie : Gérard Vandenberg
- Montage : Ingo Ehrlich
- Production : Rudolf Steiner
- Société de production : Rudolf Steiner Film
- Pays :  Allemagne
- Genre : Drame
- Durée : 95 minutes
- Dates de sortie : 
  -  Canada : 10 septembre 1996 (Festival international du film de Toronto)
  -  Allemagne : 20 février 1997

## Distribution
- Armin Mueller-Stahl : Adolf Hitler
- Bob Balaban : Webster
- Hark Bohm : Dr Hassler
- Katharina Böhm : Hortense
- Peter Fitz (en) : Dr Segebrecht
- Dieter Laser : Peter Hollsten
- Dietmar Mues : Heinrich Pfarmann
- Kai Rautenberg : Horst Sievers
- Harald Juhnke et Otto Sander : les doubles d'Hitler